# Восточные Алеутские острова
Восточные Алеутские острова или Альюшенс-Ист (англ. Aleutians East Borough) — один из боро Аляски (США).

## Описание
Боро расположен в юго-западной части штата, 63,9 % его занимают западную часть полуострова Аляска, остальные 36,1 % — несколько восточных островов Алеутского архипелага, отчего, собственно, и было дано название боро. На востоке граничит с боро Лейк-энд-Пенинсула, на западе — с зоной переписи населения Западные Алеутские острова, с севера омывается водами Берингова моря, с юга — Тихого океана.
Административный центр — Санд-Пойнт. Сам боро был создан 23 октября 1987 года.
Площадь боро составляет 38 881 км², из них 20 782 км² (ок. 53 %) составляют открытые водные пространства.
Крупные острова
- Шумагина
- Павлова
- Санак

## Демография
Крупные населённые пункты
- Акутан — 1027 жителей
- Санд-Пойнт — 976 жителей
- Кинг-Ков — 938 жителей

Остальные населённые пункты насчитывают по паре десятков человек и менее и/или имеют непостоянный (кочевой) статус.
Население
- 2000 — 2697 человек
- 2004 — 2629
- 2010 — 3141
- 2011 — 3172
- 2020 — 3420

Расовый состав
- эскимосы — 37,3 %
- азиаты — 26,5 %
- белые — 24,0 %
- афроамериканцы — 1,7 %
- уроженцы тихоокеанских островов — 0,3 %
- прочие расы — 7,3 %
- две и более расы — 2,9 %
- латиноамериканцы (любой расы) — 12,6 %

22,3 % населения в качестве домашнего языка общения используют тагальский, 13,0 % — испанский, 2,0 % — илоканский, 1,2 % — алеутский.

## Достопримечательности
- Аляскинский морской национальный заповедник — частично.
- Национальный заповедник полуострова Аляска — частично.
- Национальный заповедник Изембек
- Часовня Святого Александра Невского (англ. St. Alexander Nevsky Chapel) — г. Акутан, построена в 1918 году, в 1980 году включена в Национальный реестр исторических мест США.